# Auguste Picard
Ne pas confondre avec Auguste Piccard, physicien et aéronaute suisse.
Pour les articles homonymes, voir Picard (homonymie).
Auguste Picard, né le 5 mars 1866 à Paris 7e et mort à Paris 6e le 21 décembre 1943, est un libraire et éditeur français.

## Biographie
Auguste Eugène Picard est le fils d'Alphonse Picard, lui-même libraire et éditeur, et d'Augusta Gallais. Il fait ses études à l'École des chartes (promotion 1889) avant de rejoindre son père comme collaborateur (1889) et associé (1892) avant de lui succéder en 1906.
Il a créé une collection de manuels d'archéologie et d'histoire de l'art avec des œuvres d'autres chartistes comme Camille Enlart (6 volumes consacrés à l'archéologie française). Il publie aussi des travaux de Déchelette, Diehl, Saladin, Migeon, Marçais, Cagnat et Chapot, Contenau, Barrois, Ch. Picard, Grenier etc. 